# Всесвітній день водно-болотних угідь

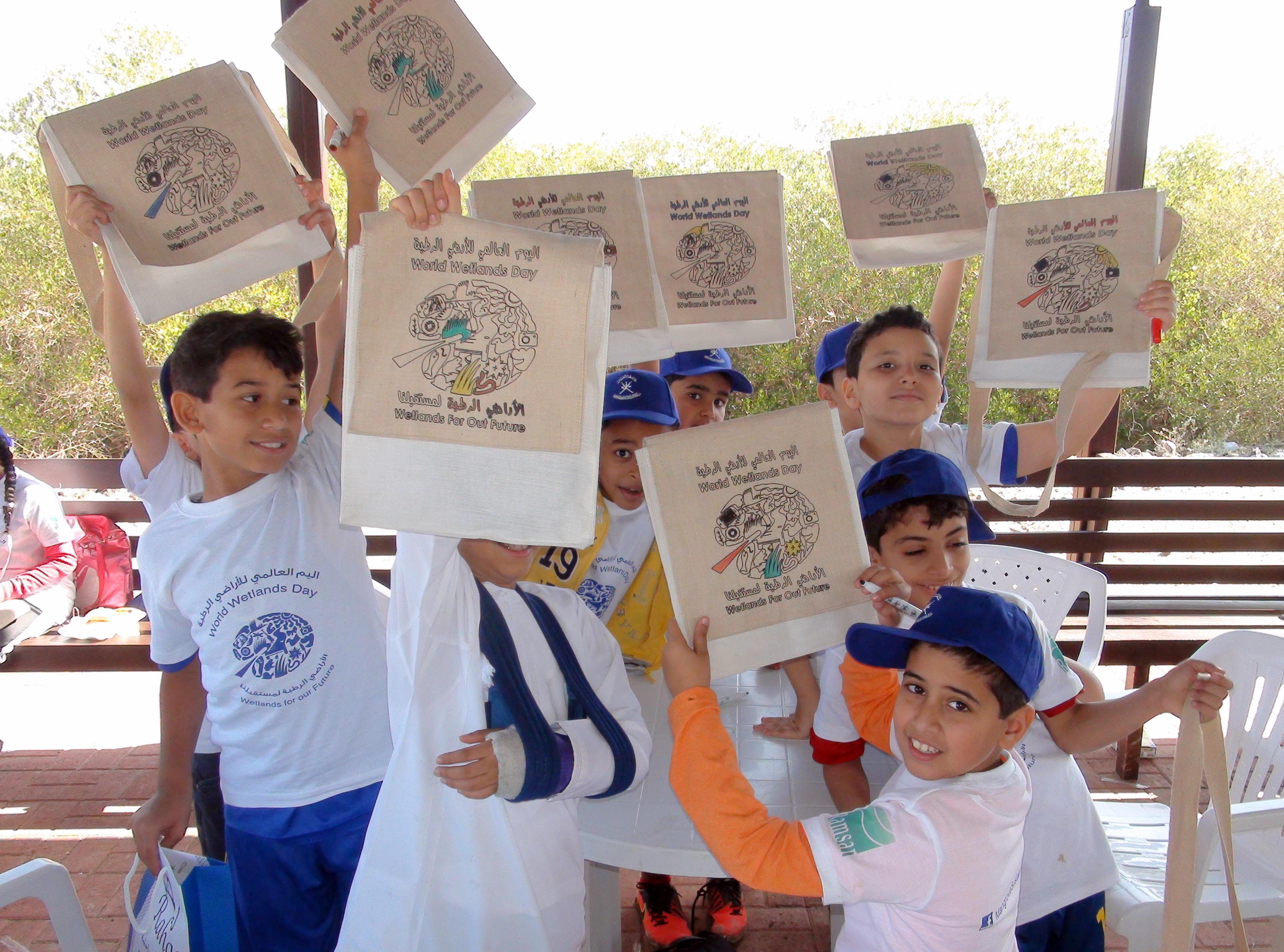
Діти святкують Всесвітній день водно-болотних угідь

Всесвітній день водно-болотних угідь — це екологічне святкування, яке бере свій початок з 1971 року, коли кілька екологів зібралися, щоб підтвердити захист і любов до заболочених земель. Для тих, хто не знає, водно-болотні угіддя — це невеликі осередки життя рослин та організмів, що містяться у водоймищах, які забезпечують екологічне здоров'я в достатку не лише водойм, але й середовища в цілому. Департамент світових водно-болотних угідь міститься в містечку Гланд, Швейцарія і відповідно до започаткування Всесвітнього дня водно-болотних угідь Рамсарська конвенція вперше приписує визнання цього Дня в «іранському місті Рамсар на березі Каспійського моря».
Всесвітній день водно-болотних угідь відзначається щороку на другий день лютого, хоча спочатку він відзначався лише в 1997 році. Цей день слугує визнанню впливу та позитивного виробництва водно-болотних угідь на світ та з точки зору об'єднання громад на благо матері-природи. Цей день також підвищує світову обізнаність, оскільки заболочені землі відіграють важливу роль не тільки для людей, але для планети. Громадські захисники та ентузіасти навколишнього середовища цього дня збираються разом, щоб відсвяткувати свою любов до природи через святкування, яке визнає, що заболочені землі зроблені не лише для нас, людей, але й для всіх видів організмів у цьому світі.
З часом розвиток людства призвів до різних екологічних проблем, що зачіпають водно-болотні угіддя. Надмірна чисельність населення та будівництво призвели до зменшення природоохоронної діяльності та загалом викликали проблеми з цими чудовими землями. Багато водно-болотних угідь втрачається, і ми повинні усвідомити цю дилему, перш ніж втратити природний фільтр і захисника світу. Кожного разу, коли ви заглядаєте у водойму і бачите невелике середовище рослинного життя та організмів, водно-болотні угіддя, ми як світова спільнота повинні захищати ці дорогі спільноти життя. Ось чому ми відзначаємо водно-болотні угіддя у Всесвітній день водно-болотних угідь!

## Партнерство
З 1998 року Рамсарський секретаріат співпрацює з Евіанським водним фондом Danone Group (базується в Парижі та заснований у Барселоні, Іспанія) для фінансової підтримки. Для Рамсарського секретаріату, також відомого як Конвенція про водно-болотні угіддя, що мають міжнародне значення, особливо як середовище існування водоплавних птахів, ця фінансова підтримка підготувала різноманітні інформаційно-роз'яснювальні матеріали, що включають логотипи, плакати, інформаційні бюлетені, роздаткові матеріали та керівні документи на підтримку діяльності країн, організованих з нагоди святкування WWD (Всесвітній день водно-болотних угідь). Ці матеріали доступні для безкоштовного завантаження на вебсайті Всесвітнього дня водно-болотних угідь трьома мовами Конвенції: англійською, французькою та іспанською/ З огляду на це, усі матеріали також доступні у своїх дизайнерських файлах для організаторів заходу для налаштування та адаптувати їх до їх місцевих мов та контексту. Кілька друкованих примірників доступні країнам за запитом до Секретаріату.

## Молодіжний фотоконкурс Всесвітнього дня водно-болотних угідь

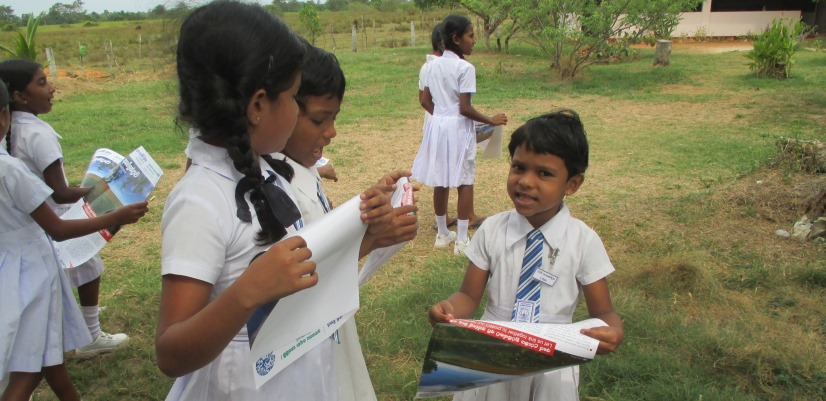
Святкування Всесвітнього дня водно-болотних угідь у Шрі-Ланці

Починаючи з 2015 року, щомісячний «Молодіжний фотоконкурс водно-болотні угіддя», який розпочинається 2 лютого, був запроваджений як частина нового підходу для орієнтування молодих людей та залучення їх до WWD. Люди у віці від 15 до 24 років можуть сфотографувати певні водно-болотні угіддя та завантажити їх на вебсайт Всесвітнього дня водно-болотних угідь у період з лютого по березень. Завдяки Biosphere Connections Star Alliance приз, який присуджується переможцю фотоконкурсу, — це можливість відвідати водно-болотну землю за їхнім вибором із понад 2200 Рамсарських місць у всьому світі.
Починаючи з 1997 року, на Рамсарському вебсайті розміщуються звіти приблизно 100 країн про їхню діяльність в рамках WWD. У 2016 році була представлена карта дій, щоб допомогти країнам популяризувати свою діяльність та полегшити звітування після WWD.

## Теми Всесвітнього дня водно-болотних угідь
Щороку обирається тема, щоб зосередити увагу та допомогти підвищити обізнаність громадськості про значення боліт. Країни організовують різноманітні заходи для підвищення обізнаності, такі як; лекції, семінари, прогулянки на природі, дитячі мистецькі конкурси, гонки на сампанах, дні прибирання громад, інтерв'ю на радіо та телебаченні, листи до газет, започаткування нових політик щодо водно-болотних угідь, нових Рамсарських сайтів та нових програм на національному рівні.
Очікується, що темою Всесвітнього дня водно-болотних угідь у 2021 році стане «Водно-болотні угіддя та вода», і вона базуватиметься на внеску водно-болотних угідь та води в людей та планету.
| 2020 рік | Водно-болотні угіддя та біорізноманіття                                   |
| 2019 р   | Водно-болотні угіддя та зміна клімату                                     |
| 2018 рік | Водно-болотні угіддя для сталого міського майбутнього                     |
| 2017 рік | Водно-болотні угіддя для зменшення ризику стихійних лих                   |
| 2016 рік | Водно-болотні угіддя для нашого майбутнього: стійке існування             |
| 2015 рік | Водно-болотні угіддя для нашого майбутнього                               |
| 2014 рік | Водно-болотні угіддя та сільське господарство: партнери для зростання     |
| 2013 рік | Водно-болотні угіддя дбають про воду                                      |
| 2012 рік | Туризм на водно-болотних угіддях: чудовий досвід                          |
| 2011 рік | Ліси для води та заболочених земель                                       |
| 2010 рік | Догляд за заболоченими землями — відповідь на зміну клімату               |
| 2009 рік | Вище за течією, нижче за течією: Водно-болотні угіддя пов'язують усіх нас |
| 2008 рік | Здорові водно-болотні угіддя, здорові люди                                |
| 2007 рік | Риба на завтра?                                                           |
| 2006 рік | Забезпечення засобів існування в зоні ризику                              |
| 2005 рік | У різноманітті водно-болотних угідь є багатство - Не втрачай це           |
| 2004 рік | Від гір до моря — Болота в роботі для нас                                 |
| 2003 рік | Ні заболочених ділянок — ні води                                          |
| 2002 рік | Водно-болотні угіддя: Водне життя та культура                             |
| 2001 рік | Водно-болотний світ — Світ для відкриття                                  |
| 2000 рік | Святкування наших заболочених територій міжнародного значення             |
| 1999 рік | Люди та водно-болотні угіддя — життєво важлива ланка                      |
| 1998 рік | Значення води для життя та роль водно-болотних угідь у водопостачанні     |
| 1997 рік | Всесвітній день водно-болотних угідь святкується вперше                   |